# Via dalla pazza folla (film 1967)
Via dalla pazza folla è un film del 1967 diretto da John Schlesinger, tratto dall'omonimo romanzo di Thomas Hardy.

## Trama
Gabriel Oak è un giovane pastore e quando, per una disgrazia, perde tutto il suo gregge, trova impiego nella masseria di Bathsheba Everdene, la ragazza di cui è da sempre innamorato ma che non si accorge nemmeno della sua presenza. Anche William Boldwood, uno dei proprietari terrieri dei dintorni, ha chiesto a Bathsheba di sposarlo, ma la ragazza lo ha rifiutato.
Una sera Bathsheba, conosciuto il sergente Frank Troy, noto rubacuori, scapolo impenitente e dedito al gioco d'azzardo, se ne innamora e decide di sposarlo. Il matrimonio con un uomo che ama le carte e non ha dimenticato Fanny, la fidanzata di un tempo, è duro per Bathsheba. Inoltre, quando Fanny muore dando alla luce un bambino, Frank impazzisce e fugge da casa. I suoi vestiti vengono ritrovati in riva al mare ma dell'uomo non c'è alcuna traccia. Tutti credono che sia annegato e William si fa nuovamente avanti chiedendo a Bathsheba di sposarlo. La ragazza dice che ci dovrà riflettere e, per influenzare la sua decisione, William offre un sontuoso ricevimento per Natale. Ma, uscendo un attimo, Bathsheba si imbatte inaspettatamente in Frank che, scorto da William nel litigare con la moglie, viene ucciso dal colpo sparato dall'altro. Boldwood finirà in carcere e la ragazza si sposerà con Gabriel Oak, primo e unico vero amore.

## Produzione
Nel 1915, Laurence Trimble aveva diretto Far from the Madding Crowd, seconda versione cinematografica del romanzo.
Il film fu prodotto dalla Vic Films Productions (con il nome A Joseph Janni Vic Films Production) presentato dalla Metro-Goldwyn-Mayer (MGM). Venne girato in Inghilterra, nel Dorset e nel Wiltshire.

## Distribuzione
Distribuito dalla Warner-Pathé Distributors, uscì nelle sale cinematografiche britanniche dopo una première tenuta a Londra il 16 ottobre 1967. Negli Stati Uniti, il film venne distribuito il 18 ottobre 1967 dalla Metro-Goldwyn-Mayer (MGM).

## Riconoscimenti
- 1967 - National Board of Review
  - miglior film
  - miglior attore (Peter Finch)
- 1968 - Premio Oscar
  - Candidatura per la miglior colonna sonora